# Olympische Sommerspiele 2012/Teilnehmer (Bulgarien)
| Gelbes Symbol für Goldmedaillen mit stilisierten Olympischen Ringen | Graues Symbol für Silbermedaillen mit stilisierten Olympischen Ringen | Braundes Symbol für Bronzemedaillen mit stilisierten Olympischen Ringen |
| ------------------------------------------------------------------- | --------------------------------------------------------------------- | ----------------------------------------------------------------------- |
| —                                                                   | 1                                                                     | 1                                                                       |

Bulgarien nahm 2012 in London, Großbritannien zum 19. Mal an den Olympischen Sommerspielen teil. 63 Athleten traten in 16 verschiedenen Sportarten zu den Wettkämpfen an. Fahnenträger bei der Eröffnungszeremonie war der 39-jährige Turner Jordan Jowtschew.

## Medaillen

### Medaillenspiegel
| Medaillenspiegel Bulgarien |          |                              |                           |                           |        |
| Platz                      | Sportart | Goldmedaille – Olympiasieger | Silbermedaille – 2. Platz | Bronzemedaille – 3. Platz | Gesamt |
| 1                          | Ringen   | —                            | 1                         | —                         | 1      |
| 2                          | Boxen    | —                            | —                         | 1                         | 1      |
| Total                      | Total    | —                            | 1                         | 1                         | 2      |

### Medaillengewinner

#### Silber
| Name           | Sportart | Wettkampf                         |
| -------------- | -------- | --------------------------------- |
| Stanka Slatewa | Ringen   | Freistil Frauen, Klasse bis 72 kg |

#### Bronze
| Name         | Sportart | Wettkampf                        |
| ------------ | -------- | -------------------------------- |
| Terwel Pulew | Boxen    | Schwergewicht (bis 91 kg) Männer |

## Teilnehmer nach Sportarten

### Badminton
| Athleten           | Wettbewerb | Gruppenphase | Gruppenphase | Achtelfinale  | Achtelfinale  | Viertelfinale | Viertelfinale | Halbfinale    | Halbfinale    | Finale        | Finale        | Rang          |
| Athleten           | Wettbewerb | Punkte       | Rang         | Gegner        | Ergebnis      | Gegner        | Ergebnis      | Gegner        | Ergebnis      | Gegner        | Ergebnis      | Rang          |
| ------------------ | ---------- | ------------ | ------------ | ------------- | ------------- | ------------- | ------------- | ------------- | ------------- | ------------- | ------------- | ------------- |
| Frauen             |            |              |              |               |               |               |               |               |               |               |               |               |
| Petja Nedeltschewa | Einzel     | 1            | 2            | ausgeschieden | ausgeschieden | ausgeschieden | ausgeschieden | ausgeschieden | ausgeschieden | ausgeschieden | ausgeschieden | ausgeschieden |

### Bogenschießen
| Athleten       | Wettbewerb | Qualifikation | Qualifikation | 1. Runde     | 1. Runde | 2. Runde      | 2. Runde      | Achtelfinale  | Achtelfinale  | Viertelfinale | Viertelfinale | Halbfinale    | Halbfinale    | Finale        | Finale        | Rang |
| Athleten       | Wettbewerb | Ringe         | Rang          | Gegner       | Ergebnis | Gegner        | Ergebnis      | Gegner        | Ergebnis      | Gegner        | Ergebnis      | Gegner        | Ergebnis      | Gegner        | Ergebnis      | Rang |
| -------------- | ---------- | ------------- | ------------- | ------------ | -------- | ------------- | ------------- | ------------- | ------------- | ------------- | ------------- | ------------- | ------------- | ------------- | ------------- | ---- |
| Männer         |            |               |               |              |          |               |               |               |               |               |               |               |               |               |               |      |
| Jawor Christow | Einzel     | 663           | 35            | Luis Álvarez | 0:6      | ausgeschieden | ausgeschieden | ausgeschieden | ausgeschieden | ausgeschieden | ausgeschieden | ausgeschieden | ausgeschieden | ausgeschieden | ausgeschieden | 33   |

### Boxen
| Athleten             | Wettbewerb                   | 1. Runde         | 1. Runde | Achtelfinale    | Achtelfinale | Viertelfinale    | Viertelfinale | Halbfinale      | Halbfinale    | Finale        | Finale        | Rang   |
| Athleten             | Wettbewerb                   | Gegner           | Ergebnis | Gegner          | Ergebnis     | Gegner           | Ergebnis      | Gegner          | Ergebnis      | Gegner        | Ergebnis      | Rang   |
| -------------------- | ---------------------------- | ---------------- | -------- | --------------- | ------------ | ---------------- | ------------- | --------------- | ------------- | ------------- | ------------- | ------ |
| Frauen               |                              |                  |          |                 |              |                  |               |                 |               |               |               |        |
| Stojka Petrowa       | Fliegengewicht 48–51 kg      | –                | –        | Siona Fernandes | 23:11        | Nicola Adams     | 7:16          | ausgeschieden   | ausgeschieden | ausgeschieden | ausgeschieden | 5      |
| Männer               |                              |                  |          |                 |              |                  |               |                 |               |               |               |        |
| Alexandar Alexandrow | Halbfliegengewicht bis 49 kg | Juliano Máquina  | 22:7     | Shin Jong-Hun   | 15:14        | Kaeo Pongprayoon | 10:16         | ausgeschieden   | ausgeschieden | ausgeschieden | ausgeschieden | 5      |
| Detelin Dalakliew    | Bantamgewicht bis 56 kg      | Ayabonga Sonjica | 15:6     | Ibrahim Balla   | 14:10        | Luke Campbell    | 15:16         | ausgeschieden   | ausgeschieden | ausgeschieden | ausgeschieden | 5      |
| Terwel Pulew         | Schwergewicht bis 91 kg      | –                | –        | Wang Xuanxuan   | 10:7         | Yamil Peralta    | 13:10         | Oleksandr Ussyk | 5:21          | ausgeschieden | ausgeschieden | Bronze |

### Fechten
| Athleten              | Wettbewerb   | 1. Runde     | 1. Runde | 2. Runde      | 2. Runde      | Achtelfinale  | Achtelfinale  | Viertelfinale | Viertelfinale | Halbfinale    | Halbfinale    | Finale        | Finale        | Rang |
| Athleten              | Wettbewerb   | Gegner       | Ergebnis | Gegner        | Ergebnis      | Gegner        | Ergebnis      | Gegner        | Ergebnis      | Gegner        | Ergebnis      | Gegner        | Ergebnis      | Rang |
| --------------------- | ------------ | ------------ | -------- | ------------- | ------------- | ------------- | ------------- | ------------- | ------------- | ------------- | ------------- | ------------- | ------------- | ---- |
| Margarita Tschomakowa | Säbel Einzel | Olha Charlan | 8:15     | ausgeschieden | ausgeschieden | ausgeschieden | ausgeschieden | ausgeschieden | ausgeschieden | ausgeschieden | ausgeschieden | ausgeschieden | ausgeschieden | 30   |

### Gewichtheben
| Athleten     | Wettbewerb       | Reißen  | Reißen | Stoßen  | Stoßen | Zweikampf | Zweikampf | Rang |
| Athleten     | Wettbewerb       | Gewicht | Rang   | Gewicht | Rang   | Gewicht   | Rang      | Rang |
| ------------ | ---------------- | ------- | ------ | ------- | ------ | --------- | --------- | ---- |
| Frauen       |                  |         |        |         |        |           |           |      |
| Milka Manewa | Klasse bis 63 kg | 102     | 5      | 131     | 3      | 233       | 5         | 5    |
| Männer       |                  |         |        |         |        |           |           |      |
| Iwan Markow  | Klasse bis 85 kg | 172     | 4      | 203     | 7      | 375       | 5         | 5    |

### Judo
| Athleten      | Wettbewerb       | 1. Runde | 1. Runde | Achtelfinale | Achtelfinale | Viertelfinale | Viertelfinale | Hoffnungsrunde Halbfinale | Hoffnungsrunde Halbfinale | Halbfinale    | Halbfinale    | Hoffnungsrunde Finale | Hoffnungsrunde Finale | Finale        | Finale        | Rang |
| Athleten      | Wettbewerb       | Gegner   | Ergebnis | Gegner       | Ergebnis     | Gegner        | Ergebnis      | Gegner                    | Ergebnis                  | Gegner        | Ergebnis      | Gegner                | Ergebnis              | Gegner        | Ergebnis      | Rang |
| ------------- | ---------------- | -------- | -------- | ------------ | ------------ | ------------- | ------------- | ------------------------- | ------------------------- | ------------- | ------------- | --------------------- | --------------------- | ------------- | ------------- | ---- |
| Martin Iwanow | Klasse bis 66 kg | Freilos  | Freilos  | Sergei Lim   | 0001-0101    | ausgeschieden | ausgeschieden | ausgeschieden             | ausgeschieden             | ausgeschieden | ausgeschieden | ausgeschieden         | ausgeschieden         | ausgeschieden | ausgeschieden | 17   |

### Kanurennsport
| Athleten           | Wettbewerb | Vorlauf      | Vorlauf | Halbfinale   | Halbfinale | Finale       | Finale | Rang |
| Athleten           | Wettbewerb | Zeit         | Rang    | Zeit         | Rang       | Zeit         | Rang   | Rang |
| ------------------ | ---------- | ------------ | ------- | ------------ | ---------- | ------------ | ------ | ---- |
| Miroslaw Kirtschew | K-1 1000 m | 3:30,768 min | 7       | 3:30,818 min | 9          | 3:33,051 min | 11     | 11   |

### Leichtathletik
Laufen und Gehen
| Athleten         | Wettbewerb       | Vorlauf     | Vorlauf | Halbfinale    | Halbfinale    | Finale        | Finale        | Rang          |
| Athleten         | Wettbewerb       | Zeit        | Rang    | Zeit          | Rang          | Zeit          | Rang          | Rang          |
| ---------------- | ---------------- | ----------- | ------- | ------------- | ------------- | ------------- | ------------- | ------------- |
| Frauen           |                  |             |         |               |               |               |               |               |
| Silwija Danekowa | 3000 m Hindernis | 9:59,52 min | 11      | ausgeschieden | ausgeschieden | ausgeschieden | ausgeschieden | 38            |
| Iwet Lalowa      | 100 m            | 11,06 s     | 2       | 11,31 s       | 6             | ausgeschieden | ausgeschieden | 19            |
| Iwet Lalowa      | 200 m            | 23,01 s     | 5       | 22,98 s       | 6             | ausgeschieden | ausgeschieden | 18            |
| Wanja Stambolowa | 400 m Hürden     | DNF         | DNF     | ausgeschieden | ausgeschieden | ausgeschieden | ausgeschieden | ausgeschieden |

Springen und Werfen
| Athleten             | Wettbewerb  | Qualifikation         | Qualifikation         | Finale        | Finale        | Rang          |
| Athleten             | Wettbewerb  | Weite/Höhe            | Rang                  | Weite/Höhe    | Rang          | Rang          |
| -------------------- | ----------- | --------------------- | --------------------- | ------------- | ------------- | ------------- |
| Frauen               |             |                       |                       |               |               |               |
| Andriana Banowa      | Dreisprung  | 13,33 m               | 15                    | ausgeschieden | ausgeschieden | 32            |
| Radoslawa Mawrodiewa | Kugelstoßen | kein gültiger Versuch | kein gültiger Versuch | ausgeschieden | ausgeschieden | ausgeschieden |
| Wenelina Wenewa      | Hochsprung  | 1,85 m                | 10                    | ausgeschieden | ausgeschieden | 20            |
| Männer               |             |                       |                       |               |               |               |
| Georgi Iwanow        | Kugelstoßen | 19,63 m               | 11                    | ausgeschieden | ausgeschieden | 22            |
| Wiktor Ninow         | Hochsprung  | 2,16 m                | 16                    | ausgeschieden | ausgeschieden | 28            |

### Radsport– Straße
| Athleten      | Wettbewerb    | Zeit      | Rang |
| ------------- | ------------- | --------- | ---- |
| Männer        |               |           |      |
| Spas Gjurow   | Straßenrennen | DNF       | DNF  |
| Danail Petrow | Straßenrennen | 5:46:37 h | 61   |

### Ringen
| Athleten                         | Wettbewerb       | 1. Runde             | 1. Runde | Achtelfinale                | Achtelfinale  | Viertelfinale         | Viertelfinale | Halbfinale    | Halbfinale    | Hoffnungsrunde Viertelfinale | Hoffnungsrunde Viertelfinale | Hoffnungsrunde Halbfinale | Hoffnungsrunde Halbfinale | Hoffnungsrunde Finale | Hoffnungsrunde Finale | Finale            | Finale        | Rang          |
| Athleten                         | Wettbewerb       | Gegner               | Ergebnis | Gegner                      | Ergebnis      | Gegner                | Ergebnis      | Gegner        | Ergebnis      | Gegner                       | Ergebnis                     | Gegner                    | Ergebnis                  | Gegner                | Ergebnis              | Gegner            | Ergebnis      | Rang          |
| -------------------------------- | ---------------- | -------------------- | -------- | --------------------------- | ------------- | --------------------- | ------------- | ------------- | ------------- | ---------------------------- | ---------------------------- | ------------------------- | ------------------------- | --------------------- | --------------------- | ----------------- | ------------- | ------------- |
| Freistil Frauen                  |                  |                      |          |                             |               |                       |               |               |               |                              |                              |                           |                           |                       |                       |                   |               |               |
| Stanka Slatewa                   | Klasse bis 72 kg | Wassilissa Marsaljuk | 3-0      | Jenny Fransson              | 3-0           | Annabel Laure Ali     | 3-1           | Maider Unda   | 3-0           | -                            | -                            | -                         | -                         | -                     | -                     | Natalja Worobjowa | 0-5           | Silber        |
| griechisch-römischer Stil Männer |                  |                      |          |                             |               |                       |               |               |               |                              |                              |                           |                           |                       |                       |                   |               |               |
| Alexandar Kostadinow             | Klasse bis 55 kg | Freilos              | Freilos  | Li Shujin                   | 1-3           | ausgeschieden         | ausgeschieden | ausgeschieden | ausgeschieden | ausgeschieden                | ausgeschieden                | ausgeschieden             | ausgeschieden             | ausgeschieden         | ausgeschieden         | ausgeschieden     | ausgeschieden | ausgeschieden |
| Iwo Angelow                      | Klasse bis 60 kg | Ellis E Coleman      | 3-1      | Omid Haji Noroozi           | 0-3           | ausgeschieden         | ausgeschieden | ausgeschieden | ausgeschieden | Jiang Sheng                  | 3-1                          | A. Kebispajew             | 0-3                       | ausgeschieden         | ausgeschieden         | ausgeschieden     | ausgeschieden | ausgeschieden |
| Christo Marinow                  | Klasse bis 84 kg | Freilos              | Freilos  | D. Gadschijew               | 0-3           | ausgeschieden         | ausgeschieden | ausgeschieden | ausgeschieden | ausgeschieden                | ausgeschieden                | ausgeschieden             | ausgeschieden             | ausgeschieden         | ausgeschieden         | ausgeschieden     | ausgeschieden | ausgeschieden |
| Elis Guri                        | Klasse bis 96 kg | Alin Alexuc-Ciurariu | 3-0      | Soso Jabidze                | 3-1           | Tsimafei Dzeinichenka | 0-3           | ausgeschieden | ausgeschieden | ausgeschieden                | ausgeschieden                | ausgeschieden             | ausgeschieden             | ausgeschieden         | ausgeschieden         | ausgeschieden     | ausgeschieden | ausgeschieden |
| Freistil Männer                  |                  |                      |          |                             |               |                       |               |               |               |                              |                              |                           |                           |                       |                       |                   |               |               |
| Radoslaw Welikow                 | Klasse bis 55 kg | Nikolai Nojew        | 3-0      | Wladimer Chintschegaschwili | 1-3           | ausgeschieden         | ausgeschieden | ausgeschieden | ausgeschieden | Ibrahim Farag                | 3-0                          | Amit Kumar                | 3-0                       | Shinichi Yumoto       | 1-3                   | ausgeschieden     | ausgeschieden | 4             |
| Anatoli Gujdja                   | Klasse bis 60 kg | Yogeshwar Dutt       | 1-3      | ausgeschieden               | ausgeschieden | ausgeschieden         | ausgeschieden | ausgeschieden | ausgeschieden | ausgeschieden                | ausgeschieden                | ausgeschieden             | ausgeschieden             | ausgeschieden         | ausgeschieden         | ausgeschieden     | ausgeschieden | ausgeschieden |
| Leonid Bazan                     | Klasse bis 66 kg | Freilos              | Freilos  | Cəbrayıl Həsənov            | 1-3           | ausgeschieden         | ausgeschieden | ausgeschieden | ausgeschieden | ausgeschieden                | ausgeschieden                | ausgeschieden             | ausgeschieden             | ausgeschieden         | ausgeschieden         | ausgeschieden     | ausgeschieden | ausgeschieden |
| Kiril Tersiew                    | Klasse bis 74 kg | Freilos              | Freilos  | Sadegh Saeed Goudarzi       | 1-3           | ausgeschieden         | ausgeschieden | ausgeschieden | ausgeschieden | Soslan Tigiev                | 0-3                          | ausgeschieden             | ausgeschieden             | ausgeschieden         | ausgeschieden         | ausgeschieden     | ausgeschieden | ausgeschieden |

### Schießen
| Athleten         | Wettbewerb                          | Qualifikation | Qualifikation | Finale        | Finale        | Ringe | Rang |
| Athleten         | Wettbewerb                          | Ringe         | Rang          | Ringe         | Rang          | Ringe | Rang |
| ---------------- | ----------------------------------- | ------------- | ------------- | ------------- | ------------- | ----- | ---- |
| Frauen           |                                     |               |               |               |               |       |      |
| Antoaneta Bonewa | Sportpistole 25 m                   | 582           | 9             | ausgeschieden | ausgeschieden | 582   | 9    |
| Antoaneta Bonewa | Luftpistole 10 m                    | 384           | 9             | ausgeschieden | ausgeschieden | 384   | 9    |
| Marija Grosdewa  | Sportpistole 25 m                   | 583           | 9             | ausgeschieden | ausgeschieden | 583   | 9    |
| Marija Grosdewa  | Luftpistole 10 m                    | 378           | 24            | ausgeschieden | ausgeschieden | 378   | 24   |
| Petja Lukanowa   | Sportgewehr Dreistellungskampf 50 m | 577           | 30            | ausgeschieden | ausgeschieden | 577   | 30   |
| Petja Lukanowa   | Luftpistole 10 m                    | 392           | 40            | ausgeschieden | ausgeschieden | 392   | 40   |
| Männer           |                                     |               |               |               |               |       |      |
| Anton Risow      | Sportgewehr Dreistellungskampf 50 m | 1162          | 24            | ausgeschieden | ausgeschieden | 1162  | 24   |
| Anton Risow      | Kleinkaliber liegend 50 m           | 588           | 42            | ausgeschieden | ausgeschieden | 588   | 72   |
| Anton Risow      | Luftpistole 10 m                    | 593           | 22            | ausgeschieden | ausgeschieden | 593   | 22   |

### Schwimmen
| Athleten           | Wettbewerb       | Vorlauf      | Vorlauf | Halbfinale    | Halbfinale    | Finale        | Finale        | Rang |
| Athleten           | Wettbewerb       | Zeit         | Rang    | Zeit          | Rang          | Zeit          | Rang          | Rang |
| ------------------ | ---------------- | ------------ | ------- | ------------- | ------------- | ------------- | ------------- | ---- |
| Frauen             |                  |              |         |               |               |               |               |      |
| Ekaterina Awramowa | 100 m Rücken     | 1:02,20 min  | 31      | ausgeschieden | ausgeschieden | ausgeschieden | ausgeschieden | 31   |
| Ekaterina Awramowa | 200 m Rücken     | 2:15,44 min  | 32      | ausgeschieden | ausgeschieden | ausgeschieden | ausgeschieden | 32   |
| Nina Rangelowa     | 100 m Freistil   | 55,52 s      | 24      | ausgeschieden | ausgeschieden | ausgeschieden | ausgeschieden | 24   |
| Nina Rangelowa     | 200 m Freistil   | 1:59,21 min  | 19      | ausgeschieden | ausgeschieden | ausgeschieden | ausgeschieden | 19   |
| Nina Rangelowa     | 400 m Freistil   | 4:11,71 min  | 23      | ausgeschieden | ausgeschieden | ausgeschieden | ausgeschieden | 23   |
| Männer             |                  |              |         |               |               |               |               |      |
| Wenzislaw Ajdarski | 1500 m Freistil  | 15:34,86 min | 28      | ausgeschieden | ausgeschieden | ausgeschieden | ausgeschieden | 28   |
| Petar Stojtschew   | 10 km Freiwasser | -            | -       | -             | -             | 1:50:46,2 h   | 9             | 9    |

### Segeln
Fleet Race
| Athleten                     | Wettbewerb      | Qualifikation | Qualifikation | Medal Race    | Medal Race    | Punkte | Rang |
| Athleten                     | Wettbewerb      | Punkte        | Rang          | Punkte        | Rang          | Punkte | Rang |
| ---------------------------- | --------------- | ------------- | ------------- | ------------- | ------------- | ------ | ---- |
| Frauen                       |                 |               |               |               |               |        |      |
| Irina Konstantinowa-Bontemps | Windsurfen RS:X | 180           | 22            | ausgeschieden | ausgeschieden | 180    | 22   |
| Männer                       |                 |               |               |               |               |        |      |
| Joan Kolew                   | Windsurfen RS:X | 242           | 26            | ausgeschieden | ausgeschieden | 242    | 25   |

### Tennis
| Athleten          | Wettbewerb | 1. Runde           | 1. Runde | 2. Runde        | 2. Runde | Achtelfinale  | Achtelfinale  | Viertelfinale | Viertelfinale | Halbfinale    | Halbfinale    | Finale        | Finale        |
| Athleten          | Wettbewerb | Gegner             | Ergebnis | Gegner          | Ergebnis | Gegner        | Ergebnis      | Gegner        | Ergebnis      | Gegner        | Ergebnis      | Gegner        | Ergebnis      |
| ----------------- | ---------- | ------------------ | -------- | --------------- | -------- | ------------- | ------------- | ------------- | ------------- | ------------- | ------------- | ------------- | ------------- |
| Frauen            |            |                    |          |                 |          |               |               |               |               |               |               |               |               |
| Zwetana Pironkowa | Einzel     | Dominika Cibulková | 7:6, 6:2 | Flavia Pennetta | 5:7, 1:6 | ausgeschieden | ausgeschieden | ausgeschieden | ausgeschieden | ausgeschieden | ausgeschieden | ausgeschieden | ausgeschieden |
| Männer            |            |                    |          |                 |          |               |               |               |               |               |               |               |               |
| Grigor Dimitrow   | Einzel     | Łukasz Kubot       | 6:3, 7:6 | Gilles Simon    | 3:6, 3:6 | ausgeschieden | ausgeschieden | ausgeschieden | ausgeschieden | ausgeschieden | ausgeschieden | ausgeschieden | ausgeschieden |

### Turnen

#### Gerätturnen
| Athleten         | Wettbewerb       | Qualifikation | Qualifikation | Finale        | Finale        | Rang |
| Athleten         | Wettbewerb       | Punkte        | Rang          | Punkte        | Rang          | Rang |
| ---------------- | ---------------- | ------------- | ------------- | ------------- | ------------- | ---- |
| Frauen           |                  |               |               |               |               |      |
| Raliza Milewa    | Mehrkampf Einzel | 48,432        | 56            | ausgeschieden | ausgeschieden | 56   |
| Männer           |                  |               |               |               |               |      |
| Jordan Jowtschew | Ringe Einzel     | 15,308        | 8             | 15,108        | 7             | 7    |

#### Rhythmische Sportgymnastik
| Athletinnen                                                                                             | Wettbewerb           | Qualifikation | Qualifikation | Finale  | Finale | Rang |
| Athletinnen                                                                                             | Wettbewerb           | Punkte        | Rang          | Punkte  | Rang   | Rang |
| --- | -------------------- | ------------- | ------------- | ------- | ------ | ---- |
| Frauen                                                                                                  |                      |               |               |         |        |      |
| Silwija Mitewa                                                                                          | Mehrkampf Einzel     | 110,925       | 4             | 108,950 | 8      | 8    |
| Reneta Kamberowa Michaela Maewska Zwetelina Najdenowa Elena Todorowa Christiana Todorowa Katrin Welkowa | Mehrkampf Mannschaft | 54,625        | 4             | 54,375  | 6      | 6    |

### Volleyball
| Wettbewerb    | Männer |
| ------------- | --- |
| Athleten      | Georgi Bratoew Todor Skrimow Dobromir Dimitrow Walentin Bratoew Wladimir Nikolow (C) Wiktor Josifow Teodor Salparow Teodor Todorow Todor Aleksiew Nikolaj Pentschew Nikolaj Nikolow Zwetan Sokolow  |
| Trainer       | Najden Najdenow |
| Gruppenphase  | Großbritannien 0:3 (18:25, 20:25, 24:26) Polen 1:3 (22:25, 27:29, 25:13, 23:25) Australien 0:3 (23:25, 21:25, 22:25) Argentinien 3:1 (25:18, 21:25, 25:19, 25:20) Italien 0:3 (30:32, 20:25, 19:25) |
| Viertelfinale | Deutschland (0:3) 20:25, 16:25, 14:25 |
| Halbfinale    | Russland (3:1) |
| Finale        | ausgeschieden |